# Olena Petrova
Olena Juriïvna Petrova (in ucraino Олена Юріївна Петрова?; Mosca, 24 settembre 1972) è un'allenatrice di biathlon ed ex biatleta ucraina.

## Biografia

### Carriera sciistica
In Coppa del Mondo ottenne il primo risultato di rilievo il 17 dicembre 1992 a Pokljuka (11ª) e la prima vittoria, nonché primo podio, il 9 marzo 1997 a Nagano.
In carriera prese parte a quattro edizioni dei Giochi olimpici invernali, Lillehammer 1994 (non conclude l'individuale, 5ª nella staffetta), Nagano 1998 (11ª nella sprint, 2ª nell'individuale, 5ª nella staffetta), Salt Lake City 2002 -occasione in cui ebbe l'onore di sfilare quale portabandiera della delegazione ucraina durante la cerimonia inaugurale- (48ª nella sprint, 24ª nell'individuale, 10ª nella staffetta) e Torino 2006 (44ª nella sprint, 29ª nell'individuale, 11ª nella staffetta), e a dodici dei Campionati mondiali, vincendo dieci medaglie.

### Carriera da allenatrice
Dopo il ritiro è diventato allenatore dei biatleti nei quadri della nazionale ucraina, occupandosi del settore giovanile.

## Palmarès

### Olimpiadi
- 1 medaglia:
  - 1 argento (individuale[3] a Nagano 1998)

### Mondiali
- 10 medaglie:
  - 4 argenti (gara a squadre[3] a Ruhpolding 1996; partenza in linea[3] a Kontiolahti/Oslo 1999; sprint[3], staffetta[3] a Chanty-Mansijsk 2003)
  - 6 bronzi (individuale[3], staffetta[3] a Ruhpolding 1996; gara a squadre[3] a Osrblie 1997; staffetta[3] a Oslo/Lahti 2000; staffetta[3] a Pokljuka 2001; individuale[3] a Oberhof 2004)

### Coppa del Mondo
- Miglior piazzamento in classifica generale: 7ª nel 1999
- 20 podi (10 individuali, 10 a squadre[1]), oltre a quelli ottenuti in sede olimpica e iridata e validi anche ai fini della Coppa del Mondo:
  - 2 vittorie (a squadre)
  - 3 secondi posti (1 individuale, 2 a squadre)
  - 15 terzi posti (9 individuali, 6 a squadre)

#### Coppa del Mondo - vittorie
| Data            | Località   | Nazione  | Spec.                                                             |
| --------------- | ---------- | -------- | ----------------------------------------------------------------- |
| 9 marzo 1997    | Nagano     | Giappone | RL (con Nina Lemeš, Valentyna Cerbe-Nesina e Tetjana Vodopjanova) |
| 15 gennaio 1999 | Ruhpolding | Germania | RL (con Alena Zubrylava, Nina Lemeš e Tetjana Vodopjanova)        |

Legenda:

RL = staffetta